# Shining Heights
Le Shining Heights est un gratte-ciel résidentiel de 213 mètres construit en 2009 à Hong Kong en Chine.